# Shō Itō
Shō Itō (jap. 伊藤 翔 Itō Shō; ur. 24 lipca 1988) – japoński piłkarz występujący na pozycji napastnika. Obecnie występuje w Yokohama F. Marinos.

## Kariera klubowa
Od 2007 roku występował w klubach Grenoble Foot 38, Shimizu S-Pulse i Yokohama F. Marinos.